# Temperaturna inverzija
Temperaturna inverzija ili inverzija temperature je porast temperature s nadmorskom visinom. Nastaje na više načina: 
- procesima zračenja (takozvana radijacijska inverzija), na primjer za vedrih noći kada tlo zračenjem brže gubi toplinu nego vlaga u višim slojevima atmosfere, pa se sloj zraka pri tlu jače ohladi, ili se pak apsorpcijom ultraljubičastoga dijela Sunčeva zračenja u gornjoj atmosferi jače zagrije (temperatura zraka iznad 100 kilometara može biti znatno viša od 100 °C);
- advekcijskim procesima na toploj fronti, kada topli zrak struji iznad hladnijega zraka ili kada se pri hladnoj fronti hladniji zrak uvlači pod topliji (advekcijska inverzija), te
- procesima supsidencije u anticiklonama, kada se zrak spušta, pri čemu se adijabatski zagrijava i udaljuje od zasićenja vodenom parom pa nastaju vedrine. Inverzije mogu nastati i zbog ohlađivanja tla jakim isparavanjem nakon kiše ili umjetnoga natapanja.[1]

### Lom i ogib zvuka
Da postoji lom zvučnih valova, pokazuju pojave koje nastaju pri eksploziji. Tom prilikom zrake zvuka dolaze u visini do slojeva zraka u atmosferi niže temperature u kojima se zvuk širi manjom brzinom. Zato se zrake zvuka lome prema okomici na taj sloj. Međutim, u visinama od 40 do 60 kilometara temperatura zraka opet raste, pa se zvuk širi većom brzinom, a zrake zvuka se lome od okomice i konačno odbijaju na jednom sloju zraka. Posljedica je toga da se zvuk čuje do udaljenosti od 70 kilometara, a onda se do otprilike 180 kilometara uopće ne čuje. Taj pojas od 70 do 180 km, u kojem se zvuk ne čuje zove se pojas šutnje. Od 180 km pa do 250 km, zvuk se ponovo čuje. 

## Ionosfera
Ionosfera je omotač oko Zemlje, koji sadrži elektrone i električni nabijene atome i molekule, otprilike između 50 i 600 km iznad Zemljine površine, a ponekad i više. Postojanje zahvaljuje prvenstveno zbog ultraljubičastog zračenja sa Sunca. 
Najdolji dio Zemljine atmosfere je troposfera, koja se proteže do otprilike 10 km iznad Zemljine površine. Iznad nje je stratosfera, a još više mezosfera. U stratosferi sunčeva radijacija stvara ozonski omotač. Na visini od oko 80 km iznad Zemljine površine, u termosferi, zrak je toliko rijedak, da elektroni mogu biti slobodni neko vrijeme, prije nego što ih zarobi neki bliski pozitivni ion. Broj tih elektrona je ponekad dovoljan da djeluje na širenje radio valova. Taj dio atmosfere je ionoziran i sadrži plazmu, i zato je dio ionosfere. U plazmi, slobodni negativni elektroni i pozitivni ioni, privlače jedni druge elektromagnetskim silama, ali imaju previše energije da bi ostali zajedno i tvorili električki negativnu molekulu. 
UV zrake, X-zrake i kratkovalni elektromagnetski valovi sunčeve radijacije stvaraju ionizaciju, jer fotoni na tim frekvencijama, imaju dovoljno energije da izbace elektrone iz atoma i molekula neutralnih plinova. Ti slobodni elektroni dobivaju velike brzine, tako da su temperature, koje stvara taj elektronski plin, puno veće (reda veličine nekoliko tisuća Kelvina) i puno veće od temperature iona i neutralnih molekula. Suprotan proces od ionizacije je rekombinacija, kada je slobodni elektron ponovo zarobljen od pozitivnog iona. Taj proces rekombinacije uzrokuje emisiju fotona. Kod nižih nadmorskih visina, gustoća zraka je puno veća, proces rekombinacije prevladava nad ionizacijom, budući su molekule i ioni bliže jedni drugima. Ravnoteža između ta dva procesa određuje količinu prisutne ionizacije. 
Ionizacija u ionosferi prvenstveno ovisi o sunčevoj aktivnosti i količini radijacije koju primi sa Sunca. Postoje i dnevne i sezonske promjene količine ionizacije. Kako je u zimskim uvjetima Zemljina polutka udaljenija od Sunca, tako je i količina primljene radijacije manja, a time i stupanj ionizacije. Aktivnost Sunca je povezana i sa sunčevim pjegama, i što ih je više, to je radijacija veća (svakih 11 godina). Količina radijacije ovisi i o geografskom položaju. Postoje i druge pojave koje ometaju količinu ionizacije, kao što su sunčeve baklje i električki nabijene čestice u sunčevom vjetru, koje djeluju na zemljino magnetsko polje.